# Madri degli abbandonati e di San Giuseppe della Montagna
Le Madri degli Abbandonati e di San Giuseppe della Montagna (in latino Institutum Sororum Matrum Derelictorum, in spagnolo Madres de los Desamparados y de San José de la Montaña) sono un istituto religioso femminile di diritto pontificio: i membri di questa congregazione pospongono al loro nome la sigla M.D..

## Storia

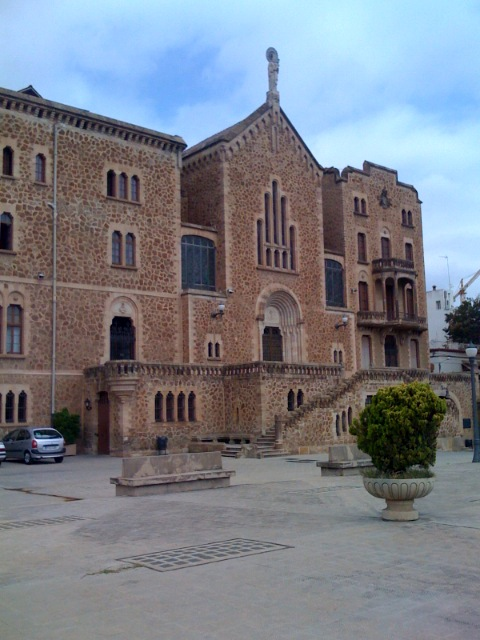
Il santuario di San Giuseppe della Montagna a Barcellona

L'istituto è stato fondato dalla religiosa spagnola Petra Pérez Florido (1845-1906): già novizia nelle Mercedarie della Carità, nel 1879 lasciò la congregazione con alcune consorelle per mettersi a disposizione del vescovo di Malaga perché le impiegasse nel servizio ai poveri. Ottenuta l'autorizzazione del vescovo (25 dicembre 1880), le prime cinque Madri degli Abbandonati presero l'abito religioso a Vélez, nei pressi di Malaga, il 2 febbraio 1881.
La congregazione si diffuse rapidamente in tutta la Spagna: collegi, orfanotrofi e case di riposo per i bisognosi vennero aperte a Malaga, Ronda, Gibilterra, Andújar, Barcellona, Martos, Manresa, Valencia e Arriate; nel 1901 madre Pérez Florido fondò a Barcellona anche un santuario dedicato a san Giuseppe (San José de la Montaña), a cui venne intitolato tutto l'istituto.
Papa Leone XIII concesse alla congregazione il decreto di lode il 17 luglio 1891; il 14 giugno 1958 papa Pio XII approvò definitivamente le loro costituzioni.
La fondatrice è stata beatificata nel 1994 da papa Giovanni Paolo II.

## Attività e diffusione
Le religiose dell'istituto si dedicano prevalentemente all'assistenza ai bambini e agli anziani privi di mezzi di sussistenza, ma anche alla gestione di residenze universitarie.
Sono presenti in Argentina, Cile, Colombia, Guatemala, Italia, Messico, Porto Rico, Spagna e Stati Uniti d'America: la sede generalizia è a Valencia.
Al 31 dicembre 2008 la congregazione contava 366 religiose in 44 case.